# 加藤勝重
加藤 勝重（かとう かつしげ、1914年9月1日 - 2000年9月6日）は、現在の埼玉県さいたま市出身の日本画家。浦和画家。

## 人物
浦和画家の発祥（関東大震災以降）以前に浦和に出生。川端画学校に学び、はじめは洋画を描いていたが、日本画に転向した。山岳風景を多く描いた。「響」などの作品は埼玉県立近代美術館に所蔵されている。

## 経歴
- 1914年（大正3年） - 埼玉県北足立郡尾間木村（現・さいたま市緑区）に生まれる[1]。
- 1940年（昭和15年） - 第27回院展に「盛夏」を出品、初入選。
- 1948年（昭和23年） - 奥村土牛に師事。
- 1983年（昭和58年） - 埼玉県教育功労者として表彰。
- 1987年（昭和62年） - 埼玉県文化功労者として表彰。
- 1995年（平成7年） - 紫綬褒章受章。

## 作品
- 「盛夏」
- 「山峡」
- 「古い火口」
- 「瀑」第67回展奨励賞
- 「響」